# Nouvelles certaines d'Irlande
Les Nouvelles certaines d'Irlande (Warranted tidings from Ireland) furent l'un des premiers journaux de l'Histoire de la presse écrite au Royaume-Uni, publié à Dublin et à partir de 1641.
Son apparition est suivie de celle de The Irish Nonthly Mercury, imprimé à Cork en 1649, qui contient de précieuses informations concernant l'armée du Parlement, partisan d'Oliver Cromwell et écrit dans un style rabelaisien.
Les Nouvelles certaines d'Irlande, furent la publication par laquelle on apprit en 1690 que Le Maréchal Schomberg avait été effectivement tué à la bataille de la Boyne,  à 75 ans aux côtés de son fils Ménard, au moment où il défait les troupes jacobites irlandaises, alliées aux hommes de Louis XIV, près de Drogheda, dans le sud de l'Irlande. Après cette victoire, plusieurs centaines de huguenots s'installent en Irlande, à Dublin, alors toute petite ville, où Schomberg est enterré.